# Abhandlung über die Wissenschaften und die Künste

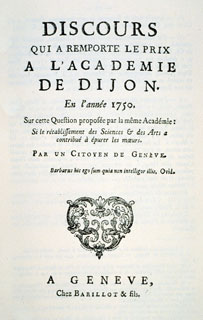
Titel der ersten Druckausgabe Genf 1752

Abhandlung über die Wissenschaften und die Künste (Discours sur les sciences et les arts) (Paris 1750), in der wissenschaftlichen Diskussion auch als Erster Diskurs bezeichnet, ist eine Schrift des französisch-schweizerischen Philosophen Jean-Jacques Rousseau (1712–1778), die er als Antwort auf eine Preisfrage der Akademie von Dijon von 1749 verfasste und mit der er den Preis gewann. Sie lautete: „Hat die Wiederherstellung der Wissenschaften und Künste zur Veredelung der Sitten beigetragen?“
Man nennt den Diskurs auch „Ersten Diskurs“, weil Rousseau fünf Jahre später am Wettbewerb um eine weitere Preisfrage der Akademie von Dijon teilnahm. Er legte 1755 die „Abhandlung über den Ursprung und die Grundlagen der Ungleichheit unter den Menschen (Discours sur l’origine et les fondements de l’inégalité parmi les hommes)“, den „Zweiten Diskurs“, vor und gewann erneut.

## Entstehungsgeschichte

### Die Preisfragen der französischen Akademien
Die Académie française führte seit 1670 einen concours académique (akademischen Wettbewerb) in Form einer in Zeitungen veröffentlichten Ausschreibung durch. An diesem Wettbewerb konnte sich jedermann beteiligen, auch nichtakademisch ausgebildete Menschen, auch Frauen. Die Teilnahme erfolgte anonym, die Beiträge mussten mit einem weiteren verschlossenen Umschlag eingereicht werden, der von außen den Verfasser nicht erkennen ließ.
„Die Preisverleihungen (waren) im Rahmen der feierlichen öffentlichen Sitzung (séance publique) der Akademien im engeren Sinne rituelle Veranstaltungen.“
Die Akademie von Dijon veröffentlichte 1749 im Mercure de France die oben genannte philosophische Preisfrage, die in einem Aufsatz zu behandeln war, der bis zum 1. April 1750 abgegeben werden musste. Mit dem Begriff „Wiederherstellung (Rétablissement)“ war die Entwicklung von Wissenschaft und Kunst seit der Renaissance gemeint.

### Das Erweckungserlebnis auf dem Weg nach Vincennes

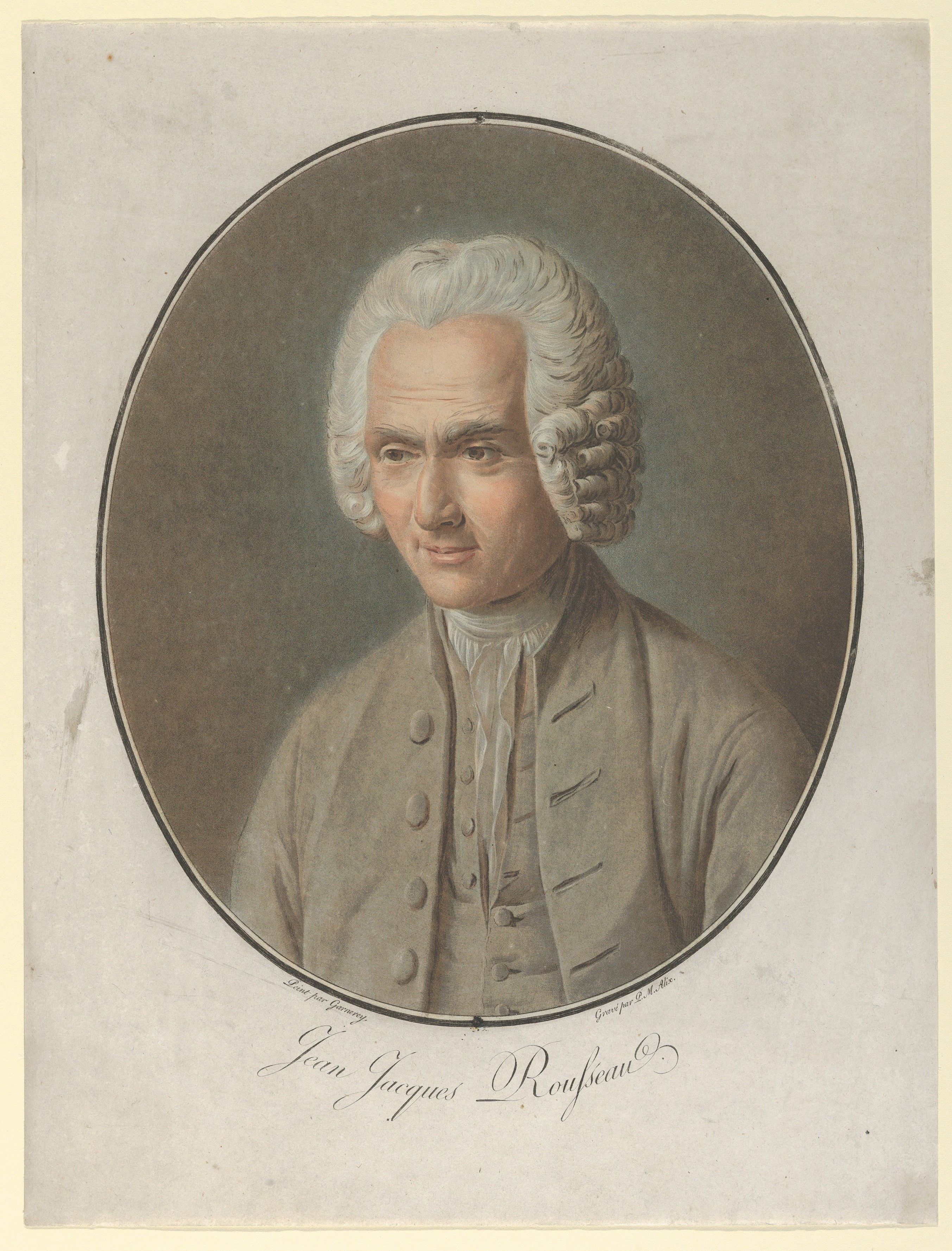
Jean-Jacques Rousseau

In seiner Autobiografie Die Bekenntnisse berichtet Rousseau, wie er auf die Annonce reagierte, die er zufällig auf dem Weg zu Diderot las, der zu dieser Zeit im Hausarrest im Schloss Vincennes festgehalten wurde.

„Eines Tages hatte ich den Mercure de France bei mir, und während ich ihn nun so im Gehen durchblätterte, fielen meine Augen auf die von der Akademie zu Dijon für das nächste Jahr aufgestellte Preisfrage: Hat der Fortschritt der Wissenschaften und Künste- zum Verderb oder zur Veredelung der Sitten beigetragen?
Sobald ich diese Zeile gelesen, sah ich rings um mich eine andere Welt und ward ein anderer Mensch. Obgleich ich mich aufs lebhafteste der Wirkung dieser Zeilen auf mich erinnere, sind mir die Einzelheiten jedoch entfallen…….Ganz deutlich erinnere ich mich jedoch, daß ich in Vincennes in einer Erregung anlangte, die an Wahnsinn grenzte. Diderot bemerkte es…… Er spornte mich an, meinen Gedanken freien Lauf zu lassen und mich um den Preis zu bewerben. Ich tat es, und von diesem Augenblick an war ich verloren. Der ganze Rest meines Lebens und all meine Leiden war die unvermeidliche Wirkung dieses Augenblicks der Verirrung.“

Im Zweiten Brief an Malesherbes vom 12. Januar 1762 schildert er diese Szene noch erheblich emotionaler.
In vielen Gesprächen und Briefen ist Rousseau immer wieder auf diese Szene zurückgekommen, sodass sie auch in zeitgenössischen Bildern dargestellt wurde.

### Existenzielle Herausforderung
Diderot, der ihm Ratschläge darüber gab, wie er das Thema auffassen solle, betrachtete das Ganze spielerisch, „er rechnete offenbar nicht damit, dass Rousseau die Frage und die Antwort ernst nehmen könnte.“
Rousseau hingegen sah sich – wie seine oben zitierte Schilderung zeigt – existenziell herausgefordert. Im Rückblick erkannte er, dass dies die erste von „Drei Hauptschriften“ war, als die er den Zweiten Diskurs und seine Abhandlung über die Erziehung (Émile) ansah „welche drei Arbeiten zusammen ein untrennbares Ganzes bilden.“
Die Arbeit an der Abhandlung veranlasste Rousseau, neue Methoden zu entwickeln, um seine Gedanken zu konzentrieren und zu Papier zu bringen.

### Die Entscheidung der Akademie von Dijon
Rousseaus Abhandlung trug die Nr. 7 von insgesamt 14 Beiträgen. Auf dem Umschlag stand ein Zitat aus der Ars poetica von Horaz „Decipimur specie recti (Wir werden durch den Anschein des Wahren getäuscht“)
Ein Beitrag wurde verworfen, die anderen innerhalb einer Kommission verlesen, diskutiert und die Ergebnisse dokumentiert. Am 10. Juli 1750 wurde ihm der Preis zuerkannt. Er bestand aus „einem handfesten Preisgeld von 300 livres (etwa dem Jahresgehalt eines zeitgenössischen Handwerkers)“.
Rousseau bedankte bei der Akademie sich mit einem Brief vom 18. Juli 1750, der zeigt, dass er sich bewusst war, wie provozierend seine Thesen auf andere gewirkt haben mussten: „Sie beehren mich mit einem Preis, um den ich konkurriert habe, ohne darauf Anspruch zu machen, und welcher für mich umso mehr Wert hat, je weniger ich ihn erwartet. Indem ich Ihre Achtung Ihren Belohnungen vorzog, habe ich es gewagt, vor Ihnen und gegen Ihre eigenen Interessen eine Sache zu verfechten, welche ich für die der Wahrheit hielt, und Sie haben meinen Mut gekrönt.“
Jetzt begann er zu überlegen, nicht mehr als Hauslehrer, sondern als freier Schriftsteller tätig zu sein und setzte es wenige Monate später in die Tat um.

„Der Erfolg meiner ersten Abhandlung erleichterte mir die Verwirklichung meines Beschlusses. Sobald ihr der Preis zuerkannt worden war, übernahm es Diderot, sie drucken zu lassen. Während ich noch im Bette lag, schrieb er mir ein paar Zeilen, um mich von der Veröffentlichung und ihrer Wirkung in Kenntnis zu setzen: Sie schwingt sich, schrieb er mir, „über alle Wolken empor, ein derartiger Erfolg ist noch niemals dagewesen.“ Diese auf keine Weise erschlichene Gunst des Publikums für einen unbekannten Autor gab mir die erste wahre Zuversicht in mein Talent, an der ich, einem inneren Gefühle zum Trotz, bis dahin noch immer gezweifelt hatte.“

## Gliederung, Motti und erste Druckausgabe

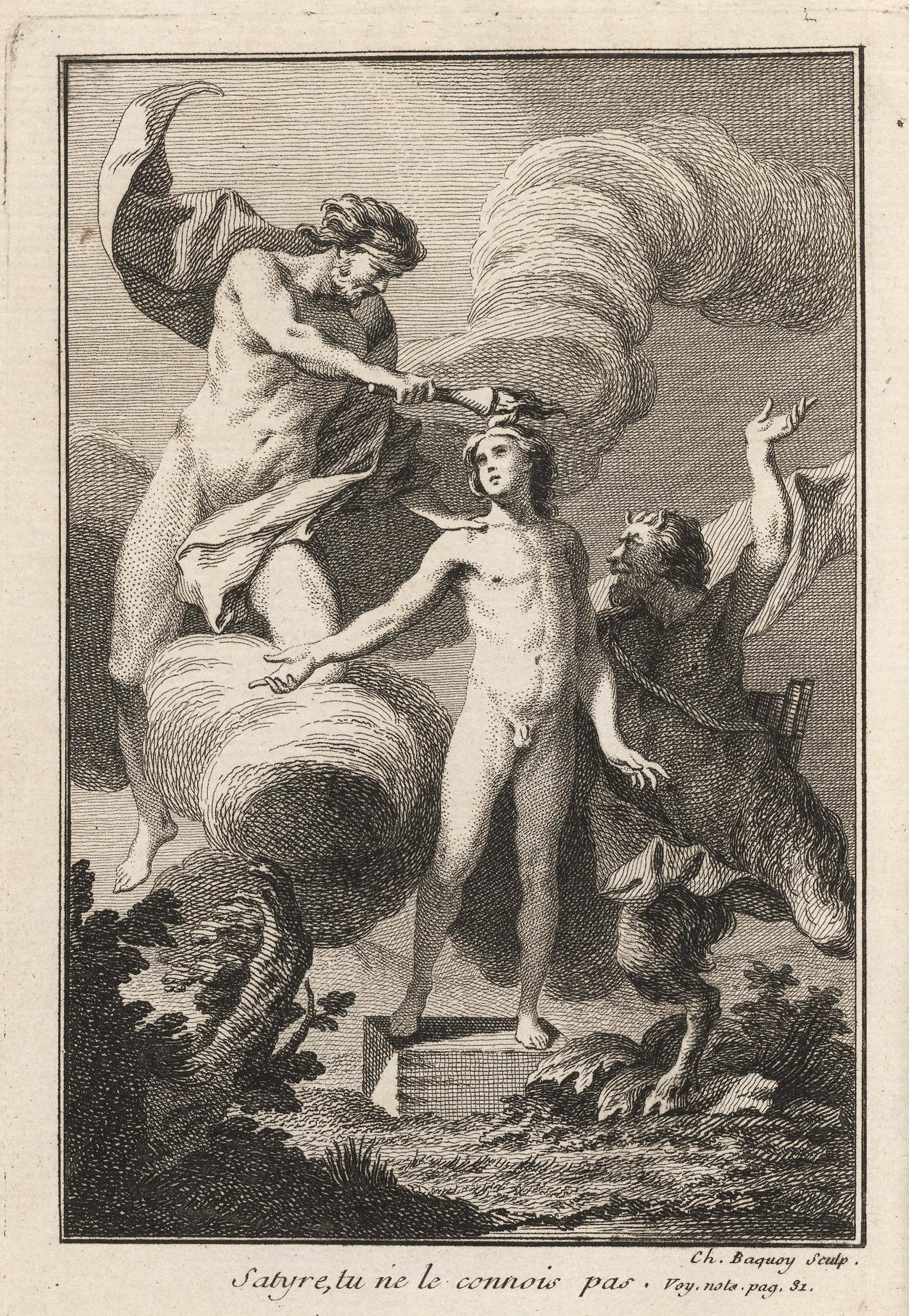
Charles Bordon / Jean Charles Baquoy 1752

Der Text des Diskurses gliedert sich in ein Vorwort, eine kurze Wiedergabe der gestellten Aufgabe „(das ‚exordium‘ der klassischen Rhetorik)“ sowie einen ersten und einen zweiten Teil. Die erste Genfer Auflage von 1752 zeigt auf dem Deckblatt nicht den Namen Rousseaus, sondern den Vermerk „von einem Genfer Bürger“ sowie ein Zitat von Ovid: „Barbarus hic ego sum quia non intelligor illis“ („Hier bin ich ein Barbar, denn ich werde von den Einwohnern nicht verstanden“).
Das Frontispiz zeigt einen Kupferstich von Charles Bordon, der die Begegnung zwischen Prometheus, der gerade das Feuer zu den Menschen bringt, und einem törichten Satyr zeigt, der es küssen will, weil er noch nie dem Feuer begegnet ist. Prometheus spricht: „Satyr – Du kennst das nicht“, wie Rousseau in einer Anmerkung erläutert.
Das Zitat und die Illustration vermittelt dem Leser die Botschaft, dass der Autor nicht damit rechnet, von seinen Lesern verstanden zu werden.
Das Vorwort bereitet den Leser darauf vor, dass er es mit umstrittenen Thesen zu tun bekommen wird:

„Diese Frage ist eine der bedeutendsten und trefflichsten, die je aufgeworfen wurden. Geht es doch … Um eine jener Wahrheiten, die das Glück des Menschengeschlechts berühren. Ich sehe voraus dass mir der Standpunkt, den ich einzunehmen wage, schwerlich verziehen werden wird. Da ich gleichsam gegen alles verstoße, was heute die Bewunderung der Menschen auf sich zieht … Mein Entschluss steht dennoch fest; ich kümmere mich weder darum, Schöngeistern noch Modegötzen zu gefallen.“

## Inhalt

### Erster Teil
Der erste Teil beginnt mit einem historischen Rückblick auf die Entwicklung der Künste, die sich in der Antike entwickelten, deren Quellen nach dem „Sturz des konstantinischen Thrones“ (1453) durch muslimische Wissenschaftler gerettet und dann in der Neuzeit zur Grundlage unseres europäischen Wissens geworden seien.
Wenn in dem Diskurs von „Künsten“ die Rede ist, müssen wir uns vor Augen halten, dass der Begriff „arts“ damals anders als heute zwei Bedeutungen hatte: „Im Französischen bedeuten die „Künste“ (arts) sowohl die „schönen Künste“ (beaux arts) wie Literatur, Musik und Malerei, als auch die „mechanischen Künste“ (arts mécaniques), worunter heute die Technik verstanden wird.“
Rousseau setzt die von den Menschen schon in der Antike entwickelten Schönen Künste ebenso wie ihre Techniken gegen die Natur ab, die nicht von Menschen verändert worden ist. Schon ganz zu Beginn deutet er auch auf das noch viel frühere Beispiel der „Wilden Amerikas, die nackt umherlaufen.“, das er später im zweiten Diskurs noch ausführlich darlegen wird.
In den nachfolgenden Passagen spricht Rousseau dann aber auch von sozialen Umgangsformen, die er ebenfalls als „Kunst“ bezeichnet, so der Höflichkeit, den Manieren, dem raffinierten Geschmack zu gefallen und wie sie durch Verfeinerung zahllose Laster nach sich gezogen hätten wir den Argwohn, Gefühlskälte, den Hass und den Verrat, die sich „hinter diesem gleichförmigen betrügerischen Deckmantel der Höflichkeit verstecken.“ So gleitet das Thema von den Künsten weg zu moralischen Erwägungen und unserem Verhalten in der Gesellschaft. Er zitiert zustimmend Montaignes Kritik (Montaigne Essais III. 8) daran, „vor den Großen eine Schau abzugeben und um die Wette mit seinem Witz und seinem Geschwätz zu paradieren.“ Würden „Bewohner eines entlegenen Landstrichs versuchen, sich von den europäischen Sitten ein Bild zu machen“ erhielten sie wegen der ständigen, aber stets nur formal bleibenden gegenseitigen Gefälligkeiten einen völlig falschen Eindruck von der tatsächlichen Situation.
Durch einen weiteren historischen Rückblick, der nach Ägypten, zu den Persern, nach Konstantinopel und erneut nach Rom und Griechenland führt, wird gezeigt, dass der Zuwachs an Wissen immer mit einer Verfeinerung der Sitten und der Entwicklung aller damit verbundenen Laster einhergegangen ist. Als wesentliches Beispiel dient ihm der Unterschied zwischen Athen und Sparta: „Athen wurde die Heimstatt der Höflichkeit des guten Geschmacks, das Land der Redner und Philosophen. Die Eleganz seiner Bauwerke entsprach der seiner Sprache … Unser Bild von Lakedämonien hingegen ist weniger glanzvoll … Von seinen Bewohnern ist uns nichts als das Andenken an ihre Heldentaten geblieben. Sollten wir solche Denkmäler etwa geringer schätzen als die eigentümlichen Marmorbilder, die uns Athen hinterlassen hat?“

Der erste Teil schließt mit einer rhetorisch beeindruckenden Formel:

„Ihr Völker, lasst Euch gesagt sein: Die Natur wollte Euch vor der Wissenschaft bewahren, ebenso wie eine Mutter ihrem Kind eine gefährliche Waffe aus den Händen reißt. All die Geheimnisse, die sie vor Euch verbirgt, sind ebenso viele Übel, vor denen sie Euch schützt, die Mühe, die es Euch kostet, Wissen zu erlangen, ist nicht die geringste ihrer Wohltaten. Die Menschen sind widernatürlich; sie wären noch schlimmer, wäre ihnen das Unglück widerfahren, gelehrt auf die Welt zu kommen.“

### Zweiter Teil
Der zweite Teil beginnt mit polemischen Äußerungen, die die zuvor entwickelten Thesen unterstützen sollen:

„Die Sternkunde hat sich aus dem Aberglauben entwickelt, die Beredsamkeit aus Ehrsucht, Hass, Schmeichelei und Lüge, die Landvermessung aus dem Geiz, die Naturlehre aus nutzloser Wissbegier….. Wissenschaften und Künste haben ihre Geburt also unseren Lasten zu verdanken.“

Diesem Auftakt folgen dann detaillierte Überlegungen zu praktischen und moralischen Problemen jeder Wissenschaft, die sich um Wahrheit bemüht. Besonders verderblich sei es, wenn Wissenschaft zur Erweiterung des Reichtums des Luxus eingesetzt werde. Ärmere Nationen (Mazedonier, Skythen, Franken) seien immer wehrhafter gewesen als die großen Reiche, die im Luxus geschwelgt hätten.
Künstler seien gierig nach Beifall und wagten es daher nicht, von der Mode abzuweichen. In dieser Passage spricht er Voltaire unmittelbar an: „Sag uns doch, berühmter Arouet, wie viele mannhafte und kraftvolle Schönheiten Du unserer falschen Empfindsamkeit geopfert hast? Und wie viel die Neigung zur Galanterie, die in kleinen Dingen so fruchtbar ist, Dich an großen gekostet hat.“
Ausdrücklich erwähnt er noch die Maler Carle van Loo, Jean-Baptiste Pierre und den Bildhauer Jean Baptiste Pigalle, berühmte Künstler, die nicht genügend „seelische Standfestigkeit“ hätten, um sich mit Praxiteles und Phidias vergleichen zu können: „Pigalle, Du Unnachahmlicher, Deine Hand wird sich damit abfinden müssen, den Bauch einer Affenfigur zu polieren oder aber müßig zu bleiben.“
Überall, wo die Künste und der damit verbundene Luxus sich verbreiteten, sänken der Mut, die körperliche Kraft und die militärische Leistung. Rousseau belegt das an einigen historischen Beispielen. Die folgende Passage betrachtet das Problem aus der Sicht der Wissenschaftler und Künstler. Sie jagten nicht dem Geld hinterher, wohl aber dem Ruhm und so gebe es zahllose Wissenschaftler die in großer Armut und ruhmlos vor sich hin leben müssten.
Die Akademien könnten daran etwas ändern, nicht zuletzt durch die Preisfragen. Auch andere „Institutionen zum Vorteil der Gelehrten“ sollten geschaffen werden, wobei es nicht in erster Linie um die Philosophen und deren Bücher gehe.
In einer ausführlichen Anmerkung (Nr. 10) äußert er sich kritisch über „dieses entsetzliche Durcheinander, das der Buchdruck in Europa bereits angerichtet hat“ weil so auch „die gefährlichen Phantasmen eines Hobbes oder eines Spinoza immerdar erhalten bleiben.“ Zustimmend zitiert er den Kalifen Omar, der über den Brand der Bibliothek von Alexandria gesagt haben soll: „Wenn die Bücher etwas enthalten, das im Widerspruch zum Koran steht, sind sie schlecht und man muss sie verbrennen. Wenn darin nichts anderes als die Lehre des Korans steht, sollt ihr sie ebenso verbrennen, denn sie sind überflüssig.“
Das Ende der Abhandlung steigert sich zu einem rhetorischen Gebet: 

„Allmächtiger Gott! Du, der Du die Geister in Deinen Händen hältst, befreie uns vom Licht der Aufklärung und den unheilvollen Künsten unserer Väter und gib uns Unwissenheit, Unschuld und Armut zurück, die einzigen Güter, die unser Glück ausmachen und die in Deinen Augen Bestand haben.“

## Rezeption
Jean-Jacques Rousseau gehörte selbst zu den Enzyklopädisten, aber er spürte instinktiv, dass der Mensch nicht nur ein vernunftgesteuertes Wesen ist, ein Hinweis, den die anderen Autoren der Enzyklopädie, so vor allem Diderot, der sich schnell für den Druck des Diskurses einsetzte, nicht als grundsätzlichen Angriff, sondern als interessanten Diskussionsbeitrag ansahen. Der Grund: „Der Diskurs beinhaltet keine pauschale Fortschrittskritik: Was Rousseau tadelt, ist weniger das Phänomen des Fortschritts selbst, als vielmehr ein bestimmtes Konzept von Fortschritt, und zwar dasjenige, das die „philosophes“ vertreten.“
Jean Le Rond d’Alembert, der Rousseau zur Mitarbeit an den Musikartikeln der Encyclopédie eingeladen hatte, war von der Schilderung des Naturzustandes im ersten Teil überzeugt, wandte sich aber in seiner Einführung in die Encyclopédie gegen die Behauptung, Wissenschaften und Künste seien nicht als kulturelle Errungenschaften zu betrachten: „Selbst dann, wenn wir die menschlichen Kenntnisse desavouieren würden, wovon wir weit entfernt sind, sind wir noch weiter davon entfernt zu glauben, man solle sie zerstören: Die Laster würden uns bleiben und wir hätten die Unwissenheit noch dazu.“
Die Veröffentlichung des Diskurses, für die Diderot schon 1952 gesorgt hatte, führte in Frankreich zu heftigen Kontroversen. Der provozierende Ton Rousseaus beruht möglicherweise darauf, dass er die Preisfrage nur deshalb mit NEIN beantwortet hat, weil Diderot ihm geraten haben soll, eine Minderheitsmeinung zu formulieren, um so mehr Aufsehen zu erregen. Tatsächlich hatte Rousseau schon ganz zu Beginn die Fragestellung erweitert und schrieb: „Hat die Wiederherstellung der Wissenschaften und der Künste dazu beigetragen, die Sitten zu erläutern oder sie zu verderben?“ und erst so die Zuspitzung erreicht, die er dann im Einzelnen durchführt. Daraus ergibt sich für Béatrice Durand folgende Frage: „Ist Rousseaus erste kulturkritische Schrift also seinem eigenen Opportunismus und Diderots cleveren Coaching zu verdanken? … Die Frage ist nicht zu klären.“
Der Diskurs wurde vom Chefredakteur des Mercure de France, Raynal besprochen, ebenso von Friedrich Melchior Grimm, von dem Schweizer Bordes, von Lecat, Sekretär der Akademie der Wissenschaften zu Rouen und nicht zuletzt von dem philosophisch interessierten polnischen König Stanislaus I. Rousseau reagierte auf diese Rezensionen mit Briefen an die Verfasser.
Ein Jahr später wurde der Diskurs ins Englische und 1752 ins Deutsche übersetzt und dort gedruckt. Die Reaktionen in Deutschland (Gottsched, von Haller, Lessing) waren überwiegend kritisch: Albrecht von Haller bezeichnete sie als Satire, Lessing allerdings hatte erkannt, dass Rousseau in erster Linie die Gefährdung der Moral durch Kunst und Wissenschaften in den Vordergrund gestellt hatte und stimmte ihm zu. Der Einfluss des Diskurses reichte noch 30 Jahre später bis nach Preußen, als die dortige Akademie für das Jahr 1780 die Preisfrage über den Einfluss der Regierung auf die Wissenschaften stellte (Johann Gottfried Herder gewann).

## Wirkung in der modernen Diskussion
Charles Darwin hat mit seiner – heute nur noch von Kreationisten bestrittenen – These, der Mensch habe sich aus der Natur entwickelt, die Hypothese Rousseaus bestätigt, dass unsere Natur es ist, aus der sich Wissenschaft und Künste entwickeln und in der sie verankert bleiben. Wir schaffen mithilfe von Wissenschaft und Technik zahllose Kulturprodukte, die zwar „als künstliche Produkte erscheinen…aber doch immer auch ein Teil der Natur (bleiben) … Diese menschlichen Produkte (werden) »zweite Natur« genannt und sind eng mit der „ersten Natur“ (der Natur außerhalb und innerhalb des Menschen) und mit der menschlichen Kultur verbunden.“
Rousseaus Idee, Wissenschaft und Künste müssten sich immer wieder auf ihre natürlichen Grundlagen besinnen, auch wenn niemand von uns in den Naturzustand zurückkehren könne, entspricht diesem Forschungsstand. Rousseau deutet sie im ersten Diskurs an, im zweiten Diskurs hat er sie vertieft
Seine romantischen Darlegungen über das verlorene Glück in der Frühzeit kann die jüngere Forschung allerdings nicht bestätigen. Werner Bätzing:
„Eine Harmonie zwischen Mensch und Natur hat es nie gegeben.“
Da wir unsere kulturellen Leistungen untrennbar mit der Natur verknüpft haben, dürfte „das größte Hindernis zur Lösung der Umweltkrise …….. der Mensch selbst sein: Die moderne Welt mit ihren scheinbar unendlichen Möglichkeiten bietet dem Wesen ohne feste Mitte eine ideale Projektionsfläche, um alle Begrenzungen und Sachzwänge der Erde und des eigenen Körpers zu vergessen … Ein solch grenzenloser und überheblicher Mensch ist ein homo destructor, der sich selbst und seine Welt zerstört.“
Rousseau skizziert die Moral als zivilisatorische Errungenschaft, die aber gleichzeitig durch die Entwicklung der Wissenschaften und Künste korrumpiert werde. Diese schädliche Entwicklung will er umkehren. Das geschieht aus der Sicht seiner Zeit: „Würde man den Text … feministischen oder post-kolonialen Theoretikern vorlegen, würden sie ihn wahrscheinlich für politisch völlig inkorrekt erklären..... Es bleibt damit zunächst die Eloquenz, die Fähigkeit zur Empörung, mit der Rousseau den Argwohn gegenüber dem Scheinfortschritt vorträgt.“ Die jüngere biologisch/psychologische Forschung zeigt, dass wir unsere kulturellen Konstruktionen in gewisser Weise ändern können, unsere biologisch –/psychologischen Grundlagen entziehen sich aber direkten Eingriffen, sie können sich nur auf der Ebene der Gene und der Epigenetik verändern, Robert Sapolsky: „Viele unserer besten Manifestation von Moral und Mitgefühl sind nicht einfach ein Produkt der menschlichen Zivilisation, sondern haben weit tiefere und ältere Wurzeln.“
Rousseaus Kritik an Hobbes These, dass die Menschen zum Krieg aller gegen alle verdammt seien, wird durch die jüngere Forschung ebenfalls bestätigt. Sie zeigt, dass auch die menschlichen Moralvorstellungen sich »naturgeschichtlich« entwickelt haben. Gewalt und Mitgefühl sind keine gegensätzlichen Alternativen, sondern untrennbar und auf höchst komplexe Weise miteinander verbunden. Michael Tomasello: „….es ist ein Wunder, dass wir moralisch sind, und es hätte nicht so kommen müssen. … und deshalb sollten wir.. die Tatsache feiern, dass … die Moral irgendwie gut für unsere Spezies, unsere Kultur und uns selbst zu sein scheint – zumindest bis jetzt.“

### Textausgaben
- Discours sur les sciences et les arts. Abhandlung über die Wissenschaften und die Künste. (1770) Französisch/Deutsch, Herausgegeben: Durand, Béatrice übersetzt von D. Butz-Striebel in Zusammenarbeit mit M.-L. Petrequin, herausgegeben von B. Durand, Reclam Stuttgart 2012. ISBN 978-3-150186-7-94

### Kommentare
- Johannes Rohbeck, Lieselotte Steinbrügge (Hrsg.): Jean-Jacques Rousseau: Die beiden Diskurse zur Zivilisationskritik - Erster Diskurs über die Wissenschaften und die Künste (1750) - Zweiter Diskurs über die Ungleichheit (1755) (= Ottfried Höffe [Hrsg.]: Klassiker auslegen. Band 53). de Gruyter, Berlin/München 2015, ISBN 978-3-11-037522-0 (archive.org [PDF]).

### Briefe
- Jean-Jacques Rousseau: Ausgewählte Briefe. Internet Archive, 1872, abgerufen am 24. November 2023 (Übersetzer Fr. Wiegand, Verlag des Bibliografischen Instituts Hildburghausen, 1872).

- Jean-Jacques Rousseau: Ich sah eine andere Welt – Philosophische Briefe. Hrsg.: Henning Ritter. Hanser, München 2012, ISBN 978-3-446-16027-9, S. 370 (mit einer Chronik, einer Beschreibung der Briefempfänger und einem Nachwort von Henning Ritter).